# Боевая эффективность
Боевая эффективность – обобщённое понятие, характеризующее степень приспособленности боевого средства к выполнению стоящих перед ним боевых задач.
Для численного измерения боевой эффективности в соответствии с теорией исследования операций определяют критерий боевой эффективности, который называют показателем боевой эффективности. Показатель боевой эффективности должен соответствовать задаче стоящей перед боевым средством (единицей вооружения и военной техники). Так, если перед боевым средством стоит задача достижения вполне определённого результата (поражение самолёта, потопление корабля, поражение всех самолётов в составе налетающей группы и тому подобное), то естественным показателем эффективности будет вероятность выполнения боевой задачи. В другом случае, если перед боевым средством стоит задача нанесения максимально возможного ущерба, то естественным показателем эффективности будет являться среднее значение (математическое ожидание) ущерба, нанесенного противнику.
Боевая эффективность боевого средства при идеальном тыловом обеспечении, при идеальном управлении и при отсутствии противодействия противника называется боевым потенциалом. Боевой потенциал характеризуется предельными значениями показателей боевой эффективности, которые в принципе может достичь боевое средство.
Боевой потенциал боевого средства, реализуемый в конкретных условиях боевой обстановки за установленное время, называется боевыми возможностями.
Понятия боевой эффективности, боевого потенциала и боевых возможностей применяют как к одиночным боевым средствам, так и к группировкам боевых средств.